# Premiul Pulitzer pentru ficțiune

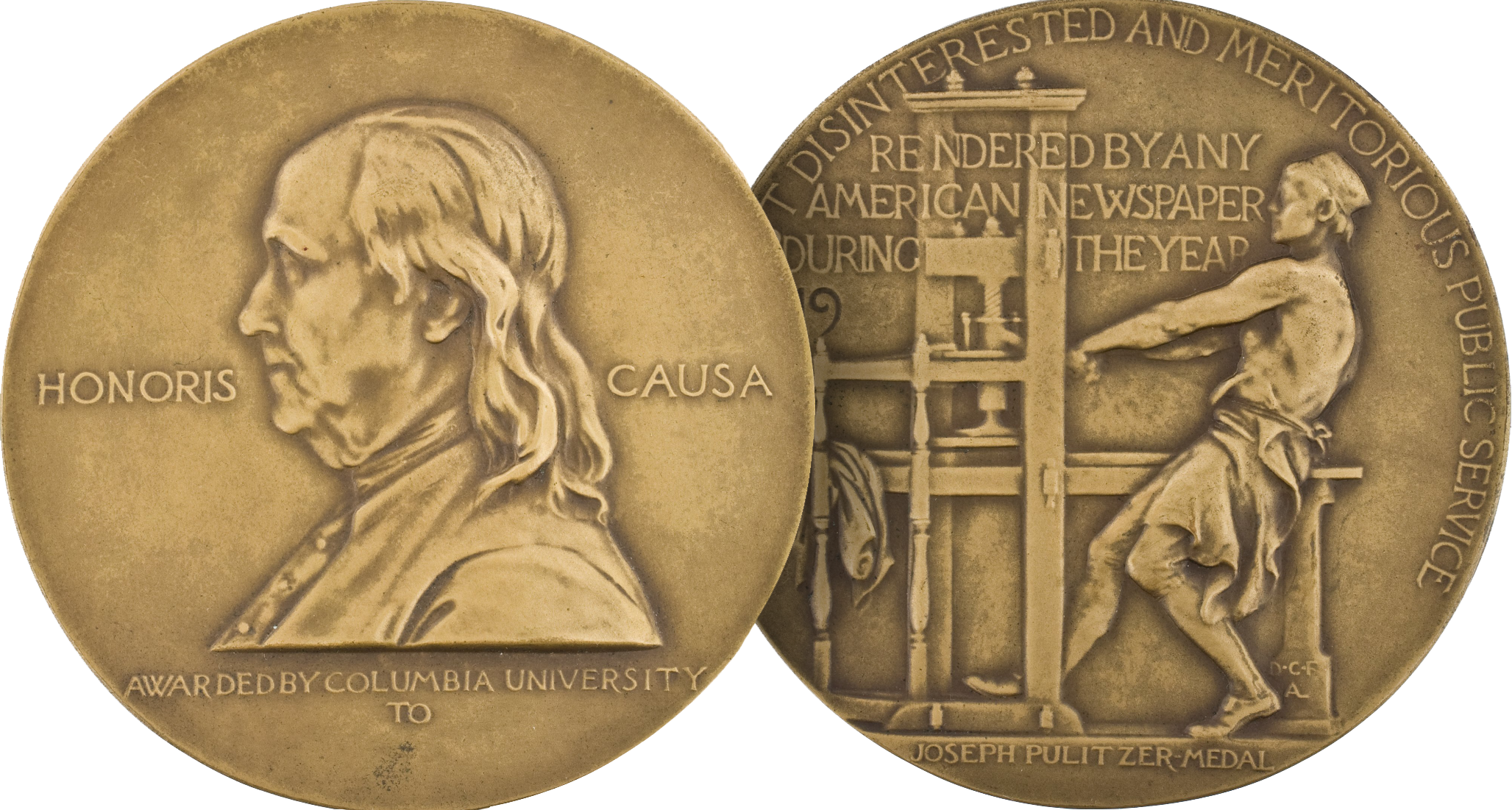
Premiul Pulitzer pentru ficțiune

Premiul Pulitzer pentru ficțiune, inițial Premiul Pulitzer pentru roman, este unul dintre cele șapte premii Pulitzer acordate anual pentru literatură, teatru și muzică. Distincția recunoaște ficțiunea remarcabilă a unui autor din Statele Unite, ce tratează, în mod preferabil, un subiect american și este publicată în anul calendaristic precedent. Categoria se numără printre premiile Pulitzer originale inaugurate în 1917 (Istorie, Biografie, Editorial și Reportaj) și 1918 (Serviciu public, Dramaturgie și Ficțiune).
Așa cum este definit în planul original de atribuire, premiul trebuia să fie acordat „Anual, pentru romanul american publicat în decursul anului, care va prezenta cel mai bine atmosfera vieții americane, și cel mai înalt standard de maniere și virilitate americană”.
Din 1980, câștigătorul a fost ales dintr-un grup de trei finaliști.

## Laureați

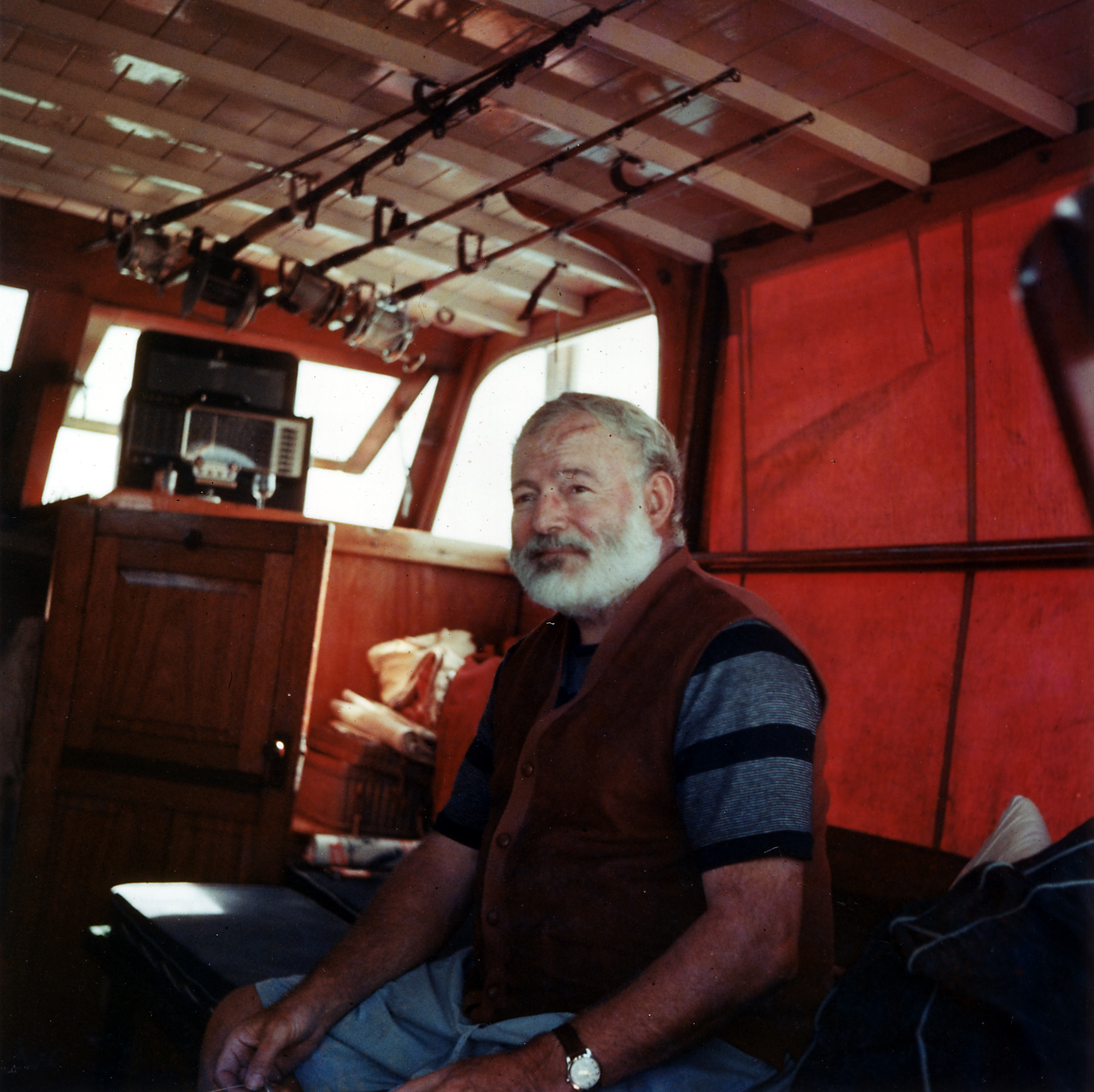
Ernest Hemingway, simbol al literaturii americane și câștigător al premiului Pulitzer în 1953, pentru Bătrânul și marea.

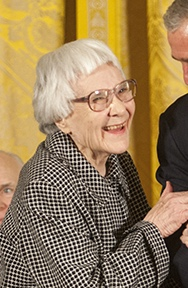
Harper Lee a câștigat premiul în 1961 pentru romanul său de debut, Să ucizi o pasăre cântătoare.

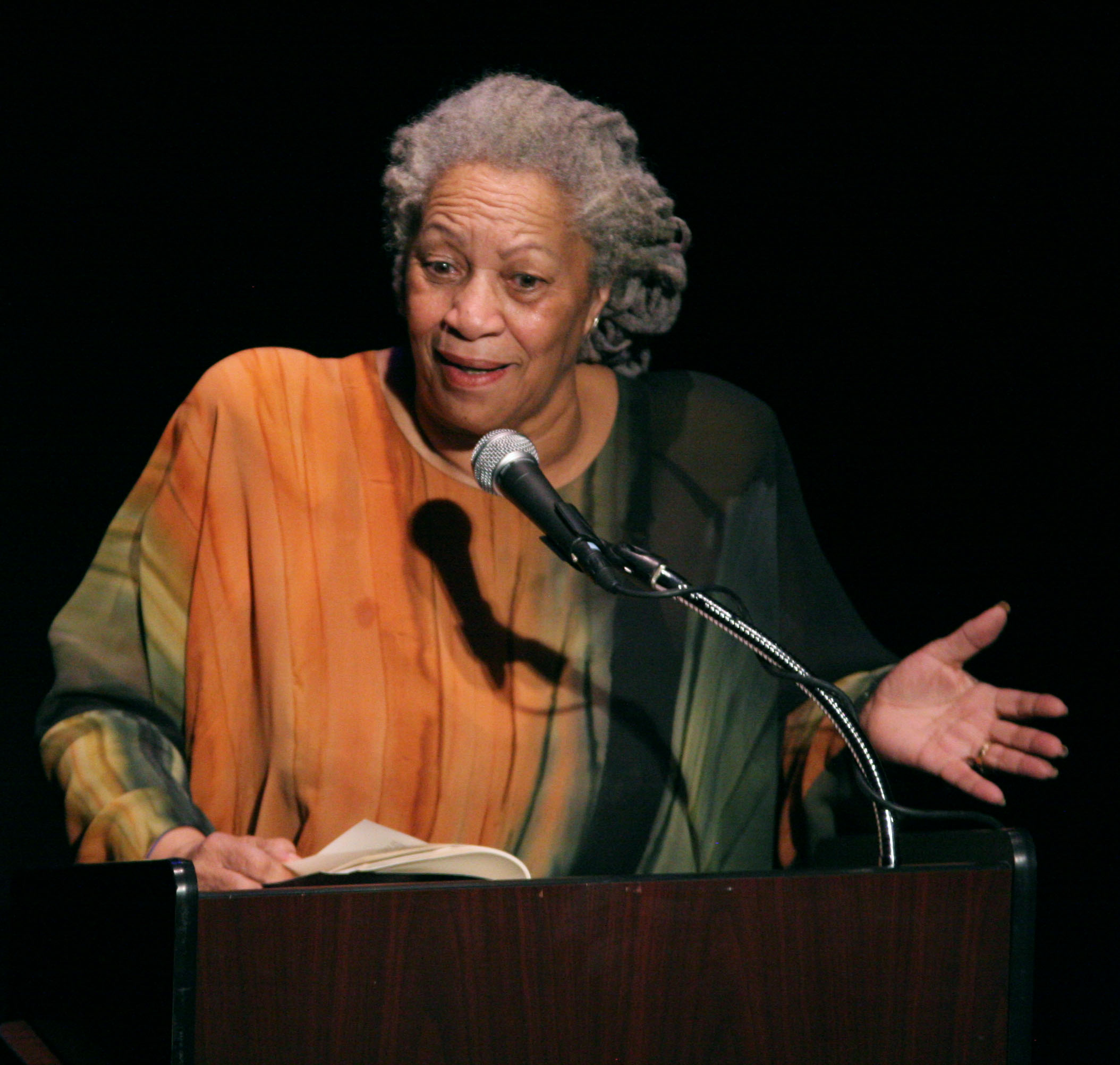
Toni Morrison, laureată în 1988 pentru Preaiubita.

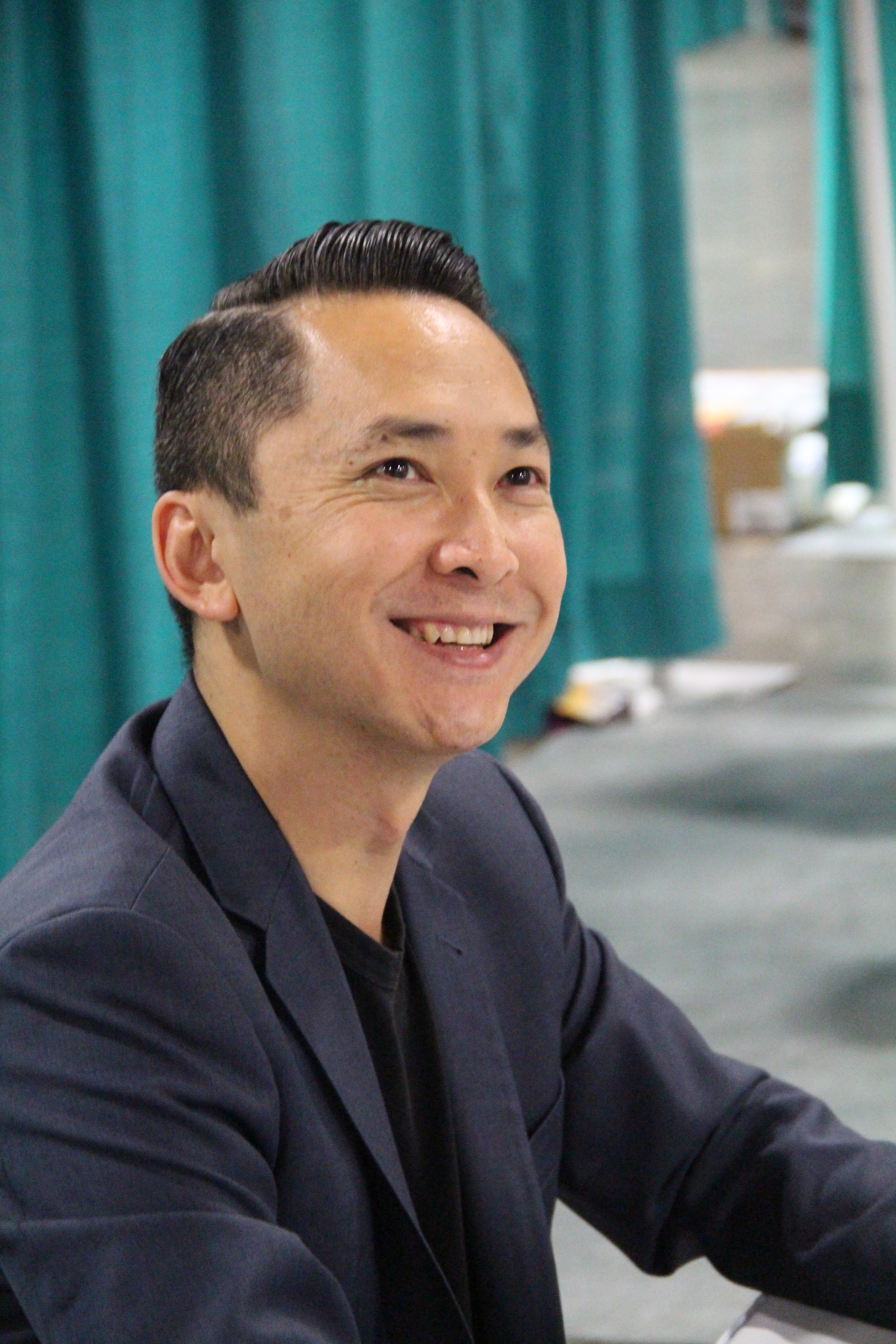
Viet Thanh Nguyen este un scriitor vietnamezo-american ce a câștigat premiul Pulitzer în 2016 pentru bestsellerul Simpatizantul.

| 1918 | Ernest Poole                   | His Family                                           |                  |                  |                  |                  |
| 1919 | Booth Tarkington               | The Magnificent Ambersons                            |                  |                  |                  |                  |
| 1920 | Premiu neacordat               | Premiu neacordat                                     | Premiu neacordat | Premiu neacordat | Premiu neacordat | Premiu neacordat |
| 1921 | Edith Wharton                  | Vârsta inocenței (The Age of Innocence)              |                  |                  |                  |                  |
| 1922 | Booth Tarkington               | Alice Addams                                         |                  |                  |                  |                  |
| 1923 | Willa Cather                   | One of Ours                                          |                  |                  |                  |                  |
| 1924 | Margaret Wilson                | The Able McLaughlins                                 |                  |                  |                  |                  |
| 1925 | Edna Ferber                    | So Big                                               |                  |                  |                  |                  |
| 1926 | Sinclair Lewis                 | Arrowsmith                                           |                  |                  |                  |                  |
| 1927 | Louis Bromfield                | Early Autumn                                         |                  |                  |                  |                  |
| 1928 | Thornton Wilder                | The Bridge of San Luis Rey                           |                  |                  |                  |                  |
| 1929 | Julia Peterkin                 | Scarlet Sister Mary                                  |                  |                  |                  |                  |
| 1930 | Oliver La Farge                | Laughing Boy                                         |                  |                  |                  |                  |
| 1931 | Margaret Ayer Barnes           | Years of Grace                                       |                  |                  |                  |                  |
| 1932 | Pearl S. Buck                  | Ogorul (The Good Earth)                              |                  |                  |                  |                  |
| 1933 | T. S. Stribling                | The Store                                            |                  |                  |                  |                  |
| 1934 | Caroline Pafford Miller        | Lamb in His Bosom                                    |                  |                  |                  |                  |
| 1935 | Josephine Johnson              | Now in November                                      |                  |                  |                  |                  |
| 1936 | H. L. Davis                    | Honey in the Horn                                    |                  |                  |                  |                  |
| 1937 | Margaret Mitchell              | Pe aripile vântului (Gone with the Wind)             |                  |                  |                  |                  |
| 1938 | John P. Marquand               | The Late George Apley                                |                  |                  |                  |                  |
| 1939 | Marjorie Kinnan Rawlings       | The Yearling                                         |                  |                  |                  |                  |
| 1940 | John Steinbeck                 | Fructele mâniei (The Grapes of Wrath)                |                  |                  |                  |                  |
| 1941 | Premiu neacordat               | Premiu neacordat                                     | Premiu neacordat | Premiu neacordat | Premiu neacordat | Premiu neacordat |
| 1942 | Ellen Glasgow                  | In This Our Life                                     |                  |                  |                  |                  |
| 1943 | Upton Sinclair                 | Dragon's Teeth                                       |                  |                  |                  |                  |
| 1944 | Martin Flavin                  | Journey in the Dark                                  |                  |                  |                  |                  |
| 1945 | John Hersey                    | A Bell for Adano                                     |                  |                  |                  |                  |
| 1946 | Premiu neacordat               | Premiu neacordat                                     | Premiu neacordat | Premiu neacordat | Premiu neacordat | Premiu neacordat |
| 1947 | Robert Penn Warren             | All the King's Men                                   |                  |                  |                  |                  |
| 1948 | James A. Michener              | Tales of the South Pacific                           |                  |                  |                  |                  |
| 1949 | James Gould Cozzens            | Guard of Honor                                       |                  |                  |                  |                  |
| 1950 | A. B. Guthrie Jr.              | The Way West                                         |                  |                  |                  |                  |
| 1951 | Conrad Richter                 | The Town                                             |                  |                  |                  |                  |
| 1952 | Herman Wouk                    | The Caine Mutiny                                     |                  |                  |                  |                  |
| 1953 | Ernest Hemingway               | Bătrânul și marea (The Old Man and the Sea)          |                  |                  |                  |                  |
| 1954 | Premiu neacordat               | Premiu neacordat                                     | Premiu neacordat | Premiu neacordat | Premiu neacordat | Premiu neacordat |
| 1955 | William Faulkner               | O parabolă (A Fable)                                 |                  |                  |                  |                  |
| 1956 | MacKinlay Kantor               | Andersonville                                        |                  |                  |                  |                  |
| 1957 | Premiu neacordat               | Premiu neacordat                                     | Premiu neacordat | Premiu neacordat | Premiu neacordat | Premiu neacordat |
| 1958 | James Agee                     | A Death in the Family                                |                  |                  |                  |                  |
| 1959 | Robert Lewis Taylor            | The Travels of Jaimie McPheeters                     |                  |                  |                  |                  |
| 1960 | Allen Drury                    | Advise and Consent                                   |                  |                  |                  |                  |
| 1961 | Harper Lee                     | Să ucizi o pasăre cântătoare (To Kill a Mockingbird) |                  |                  |                  |                  |
| 1962 | Edwin O'Connor                 | The Edge of Sadness                                  |                  |                  |                  |                  |
| 1963 | William Faulkner               | Hoțomanii (The Reivers)                              |                  |                  |                  |                  |
| 1964 | Premiu neacordat               | Premiu neacordat                                     | Premiu neacordat | Premiu neacordat | Premiu neacordat | Premiu neacordat |
| 1965 | Shirley Ann Grau               | The Keepers of the House                             |                  |                  |                  |                  |
| 1966 | Katherine Anne Porter          | The Collected Stories of Katherine Anne Porter       |                  |                  |                  |                  |
| 1967 | Bernard Malamud                | The Fixer                                            |                  |                  |                  |                  |
| 1968 | William Styron                 | The Confessions of Nat Turner                        |                  |                  |                  |                  |
| 1969 | N. Scott Momaday               | House Made of Dawn                                   |                  |                  |                  |                  |
| 1970 | Jean Stafford                  | The Collected Stories of Jean Stafford               |                  |                  |                  |                  |
| 1971 | Premiu neacordat               | Premiu neacordat                                     | Premiu neacordat | Premiu neacordat | Premiu neacordat | Premiu neacordat |
| 1972 | Wallace Stegner                | Angle of Repose                                      |                  |                  |                  |                  |
| 1973 | Eudora Welty                   | The Optimist's Daughter                              |                  |                  |                  |                  |
| 1974 | Premiu neacordat               | Premiu neacordat                                     | Premiu neacordat | Premiu neacordat | Premiu neacordat | Premiu neacordat |
| 1975 | Michael Shaara                 | The Killer Angels                                    |                  |                  |                  |                  |
| 1976 | Saul Bellow                    | Darul lui Humboldt (Humboldt's Gift)                 |                  |                  |                  |                  |
| 1977 | Premiu neacordat               | Premiu neacordat                                     | Premiu neacordat | Premiu neacordat | Premiu neacordat | Premiu neacordat |
| 1978 | James Alan McPherson           | Elbow Room                                           |                  |                  |                  |                  |
| 1979 | John Cheever                   | The Stories of John Cheever                          |                  |                  |                  |                  |
| 1980 | Norman Mailer                  | The Executioner's Song                               |                  |                  |                  |                  |
| 1981 | John Kennedy Toole             | Conjurația imbecililor (A Confederacy of Dunces)     |                  |                  |                  |                  |
| 1982 | John Updike                    | Rabbit Is Rich                                       |                  |                  |                  |                  |
| 1983 | Alice Walker                   | Culoarea purpurie (The Color Purple)                 |                  |                  |                  |                  |
| 1984 | William Kennedy                | Ironweed                                             |                  |                  |                  |                  |
| 1985 | Alison Lurie                   | Foreign Affairs                                      |                  |                  |                  |                  |
| 1986 | Larry McMurtry                 | Lonesome Dove                                        |                  |                  |                  |                  |
| 1987 | Peter Taylor                   | A Summons to Memphis                                 |                  |                  |                  |                  |
| 1988 | Toni Morrison                  | Preaiubita (Beloved)                                 |                  |                  |                  |                  |
| 1989 | Anne Tyler                     | Breathing Lessons                                    |                  |                  |                  |                  |
| 1990 | Oscar Hijuelos                 | The Mambo Kings Play Songs of Love                   |                  |                  |                  |                  |
| 1991 | John Updike                    | Rabbit at Rest                                       |                  |                  |                  |                  |
| 1992 | Jane Smiley                    | A Thousand Acres                                     |                  |                  |                  |                  |
| 1993 | Robert Olen Butler             | A Good Scent from a Strange Mountain                 |                  |                  |                  |                  |
| 1994 | Annie Proulx                   | The Shipping News                                    |                  |                  |                  |                  |
| 1995 | Carol Shields                  | Jurnal în piatră (The Stone Diaries)                 |                  |                  |                  |                  |
| 1996 | Richard Ford                   | Independence Day                                     |                  |                  |                  |                  |
| 1997 | Steven Millhauser              | Martin Dressler                                      |                  |                  |                  |                  |
| 1998 | Philip Roth                    | American Pastoral                                    |                  |                  |                  |                  |
| 1999 | Michael Cunningham             | Orele (The Hours)                                    |                  |                  |                  |                  |
| 2000 | Jhumpa Lahiri                  | Interpreter of Maladies                              |                  |                  |                  |                  |
| 2001 | Michael Chabon                 | The Amazing Adventures of Kavalier & Clay            |                  |                  |                  |                  |
| 2002 | Richard Russo                  | Empire Falls                                         |                  |                  |                  |                  |
| 2003 | Jeffrey Eugenides              | Middlesex                                            |                  |                  |                  |                  |
| 2004 | Edward P. Jones                | The Known World                                      |                  |                  |                  |                  |
| 2005 | Marilynne Robinson             | Gilead                                               |                  |                  |                  |                  |
| 2006 | Geraldine Brooks               | March                                                |                  |                  |                  |                  |
| 2007 | Cormac McCarthy                | Drumul (The Road)                                    |                  |                  |                  |                  |
| 2008 | Junot Díaz                     | The Brief Wondrous Life of Oscar Wao                 |                  |                  |                  |                  |
| 2009 | Elizabeth Strout               | Olive Kitteridge                                     |                  |                  |                  |                  |
| 2010 | Paul Harding                   | Tinkers                                              |                  |                  |                  |                  |
| 2011 | Jennifer Egan                  | A Visit from the Goon Squad                          |                  |                  |                  |                  |
| 2012 | Premiu neacordat               | Premiu neacordat                                     | Premiu neacordat | Premiu neacordat | Premiu neacordat | Premiu neacordat |
| 2013 | Adam Johnson                   | The Orphan Master's Son                              |                  |                  |                  |                  |
| 2014 | Donna Tartt                    | The Goldfinch                                        |                  |                  |                  |                  |
| 2015 | Anthony Doerr                  | All the Light We Cannot See                          |                  |                  |                  |                  |
| 2016 | Viet Thanh Nguyen              | Simpatizantul (The Sympathizer)                      |                  |                  |                  |                  |
| 2017 | Colson Whitehead               | The Underground Railroad                             |                  |                  |                  |                  |
| 2018 | Andrew Sean Greer              | Less                                                 |                  |                  |                  |                  |
| 2019 | Richard Powers                 | The Overstory                                        |                  |                  |                  |                  |
| 2020 | Colson Whitehead               | The Nickel Boys                                      |                  |                  |                  |                  |
| 2021 | Louise Erdrich                 | The Night Watchman                                   |                  |                  |                  |                  |
| 2022 | Joshua Cohen                   | The Netanyahus                                       |                  |                  |                  |                  |
| 2023 | Hernan Diaz Barbara Kingsolver | Trust Demon Copperhead                               |                  |                  |                  |                  |
| 2024 | Jayne Anne Phillips            | Night Watch                                          |                  |                  |                  |                  |
| 2025 | Percival Everett               | James                                                |                  |                  |                  |                  |

## Câștigători multipli
Până în prezent, patru scriitori au câștigat de mai multe ori Premiul Pulitzer pentru ficțiune. Ernest Hemingway a fost selectat de juriile din 1941 și 1953, dar, pe fondul celui de-al Doilea Război Mondial, gala a fost anulată și niciun premiu nu a fost acordat în 1941.
- Booth Tarkington, 1919, 1922
- William Faulkner, 1955, 1963 (acordat postum)
- John Updike, 1982, 1991
- Colson Whitehead, 2017, 2020